# Pedro Pablo Hernández
Pedro Pablo Hernández (Tucumán, Argentina, 24 de octubre de 1986), conocido como Pablo Hernández, es un exfutbolista argentino nacionalizado chileno, y su último equipo fue San Martín de Tucumán, de la Primera Nacional de Argentina.
Fue internacional absoluto con la selección chilena, con la que se consagró campeón de la Copa América Centenario en 2016.

## Trayectoria

### Inicios
Nació en Tucumán, Argentina, pero a temprana edad se trasladó a Buenos Aires. Posteriormente se unió a las inferiores de Racing, pero a los 19 años regresa a su ciudad natal para jugar en el Atlético Tucumán.

### Atlético Tucumán (2006-2008)
Con el equipo de su ciudad, debutó en el año 2006, en el Torneo Argentino A. Durante su período en el club, Pablo Hernández marcó 12 tantos en 35 partidos y ganó el campeonato Torneo Argentino A 2007/08. Posteriormente, a la edad de 22 años, ficha por Racing Club de Montevideo, equipo que pagó cerca de 300 000 dólares por su pase.[cita requerida]

### Racing de Montevideo (2008-2009)
Llega en el año 2008 al Racing Club de Montevideo, donde jugó 19 partidos e hizo 5 goles, también logrando la clasfiicación a la Copa Libertadores con su equipo. Posteriormente ficha por Defensor Sporting.

### Defensor Sporting (2009-2010)
En Defensor jugó 14 partidos y marcó 3 goles, desde donde parte a préstamo por un año al DC United de la Major League Soccer.

### DC United (2010)
Debuta con el D.C. United en la MLS el 17 de julio de 2010, en un partido contra el Seattle Sounders, ingresando en el minuto 56, sustituyendo a Jaime Moreno. Aunque jugó 14 partidos en el club, no pudo consolidarse como titular en el equipo.[cita requerida] Durante su permanencia en el club, en un partido contra Los Ángeles Galaxy realiza un caño a David Beckham, jugada que fue comentada en el mundo deportivo.[cita requerida] El equipo decide no hacer uso de la opción de compra de su pase, debido al alto precio del mismo, por lo que finalmente abandona la Major League Soccer.

### Argentinos Juniors (2011-2013)
En 2011, el tucumano llegó a  Argentinos Juniors, con el que debutó en febrero de 2011 en un partido frente a Huracán (cuyo resultado fue 1-1). En el primer año fue poco lo que jugó en el club, solo 6 partidos y alternando en la banca. Al año siguiente se convierte en pieza clave para evitar el descenso, bajo la dirección del técnico Ricardo Caruso Lombardi juega cerca de 32 partidos y marca 3 goles. En el año 2012 se consolida en el club, donde al final de su paso por el mismo, terminó jugando cerca de 70 partidos, y donde además tuvo la posibilidad de jugar la Copa Libertadores y la Copa Sudamericana, en esta última, anotó un gol contra el Club Atlético Tigre. Al final del año 2012, el volante tenía todo arreglado para fichar por Arsenal de Sarandí, incluso debía presentarse a los entrenamientos bajo las órdenes de Gustavo Alfaro, pero antes de firmar su contrato con el club, O'Higgins de Rancagua realiza una mejor oferta y se queda con los servicios del jugador, por una cifra cercana a los 800 000 dólares.

### O'Higgins (2013-2014)
En agosto de 2013, llega al club chileno O'Higgins. Debuta reemplazando a Fernando Gutiérrez en un partido contar Audax Italiano, el que termina 1:1, por la primera fecha del Apertura 2013. En la siguiente fecha ingresa como titular en el equipo, en el partido contra Everton, siendo reemplazado en el minuto 85 por César Fuentes. Marcó su primer gol en un encuentro contra Huachipato por la novena fecha de torneo, partido que terminó 1-0 en favor de O'Higgins. El 7 de septiembre, anotó por primera vez un hat-trick en el profesionalismo, en un partido de la Copa Chile frente a Palestino, siendo el resultado final del partido 5:0 en favor de su equipo. Finalmente en ese campeonato marca 11 goles, logrando una gran afinidad en el campo de juego con sus compañeros Pablo Calandria, Luis Pedro Figueroa, César Fuentes, Braulio Leal y Gonzalo Barriga.[cita requerida]
El 10 de diciembre, en la final contra Universidad Católica, por el Torneo Apertura de 2013 en el Estadio Nacional, convirtió el gol que a la postre le significó el primer título de O'Higgins. Además ganó la Supercopa de Chile como parte de la plantilla del equipo, aunque no participó de la final, por estar concentrado con la Selección Chilena. Participó con el club en la Copa Libertadores de 2014, donde se enfrentó contra Cerro Porteño, Deportivo Cali y Lanús.
A mediados de 2014 es fichado por el Real Club Celta de Vigo a cambio de 1.600.000 euros. Es llevado al equipo por Eduardo Berizzo, quien ya lo había dirigido en el club de Rancagua.

### Celta de Vigo (2014-2018)
El 23 de junio de 2014, al haber sido solicitado por Toto Berizzo, se hace oficial su fichaje por el Real Club Celta de Vigo de la Primera División de España, por cuatro temporadas, a cambio de 1,6 millones de euros. Su primer gol con el conjunto celeste se lo convirtió al Atlético de Madrid de taco, además, fue parte de la clasificación del Celta a la Liga Europa de la UEFA 2016-17.
El 25 de mayo de 2017, es incluido por la UEFA en el equipo de la temporada de la UEFA Europa League 2016-2017, junto a sus compañeros del Celta de Vigo Sergio Álvarez Conde y Gustavo Cabral.

### Independiente (2018-2021)
Luego de cuatro temporadas jugando en España, el 4 de julio de 2018, el Real Club Celta de Vigo hizo oficial su traspaso al Club Atlético Independiente de la Superliga Argentina. Producto de múltiples lesiones,no pudo alcanzar la regularidad esperada con el "Rojo" y se despidió de Avellaneda con un registro de tres goles convertidos en 40 partidos disputados.

### Regreso a O'Higgins (2021-2023)
En más de una oportunidad, el "Tucu" mostró sus ganas de retornar a O'Higgins. Finalmente, tras siete años jugando en el extranjero, el 2 de julio de 2021 el "Capo de Provincia" confirmó el regreso de Hernández a Rancagua, firmando un contrato de dos años. Su presentación oficial se llevó a cabo el 21 de julio en el Estadio El Teniente y fue encabezada por el gerente deportivo del club, Pablo Calandria, con quien se reencontró luego de compartir camarín en la "era Berizzo" de los rancagüinos.
Hernández alcanzó a disputar 8 partidos del Campeonato Nacional 2021, convirtiendo un gol en la caída 2-3 ante Colo-Colo en el Estadio El Teniente. Luego de la salida de Ramón Fernández del club, se quedó con la jineta de capitán de O'Higgins de cara a la temporada 2022.

### San Martín de Tucumán (2024)
En enero de 2024, se une al club de su ciudad natal, además del cual es hincha, San Martín de Tucumán, para disputar la temporada 2024 de la Primera Nacional. Hizo su debut con el equipo el 26 de febrero, en la derrota 1 a 0 frente San Miguel, por la cuarta fecha del torneo de ascenso.

## Selección nacional

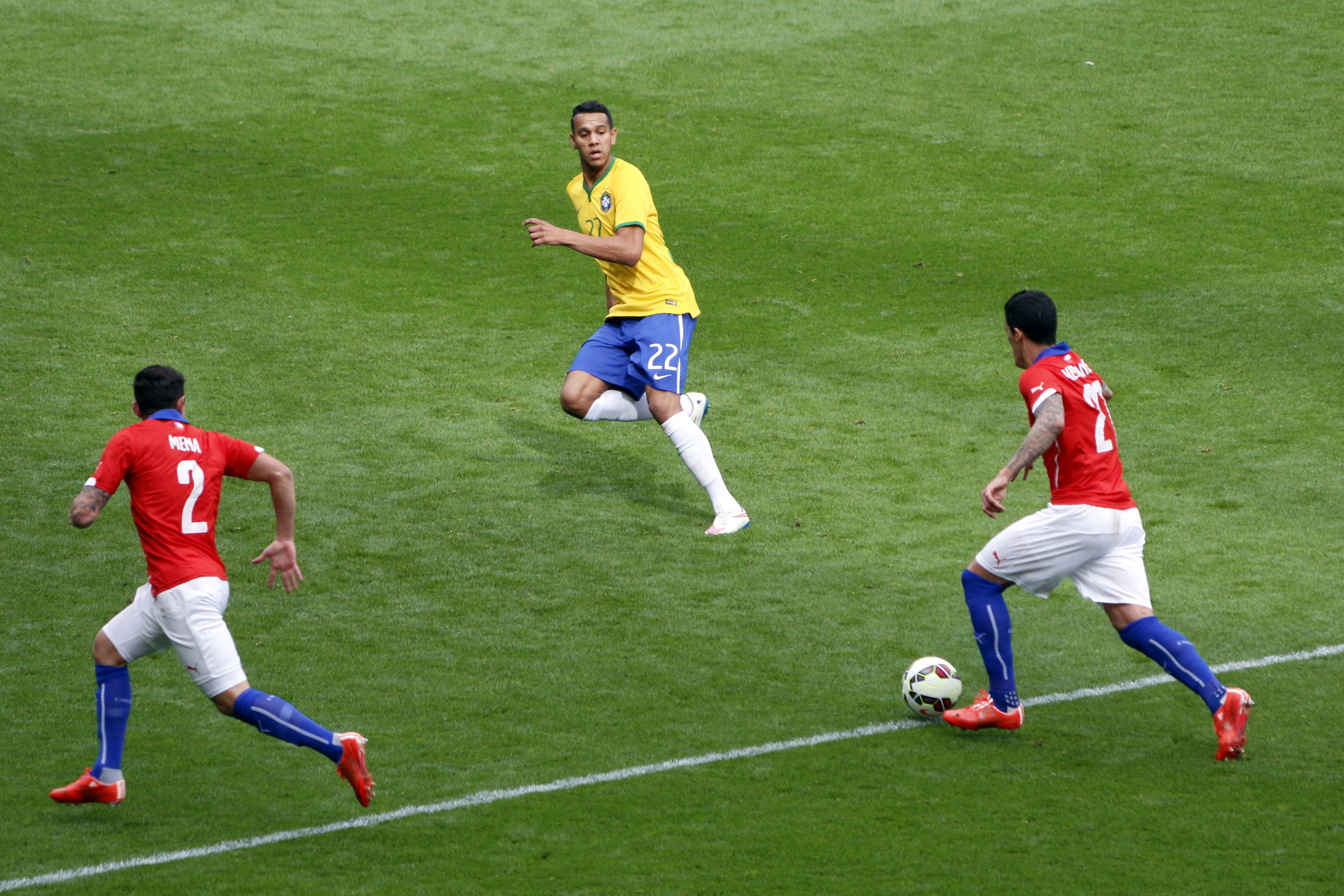
Pedro Pablo Hernández disputando un amistoso frente a en el Emirates Stadium de Londres.

Pedro Pablo Hernández habría decidido jugar por la Selección de fútbol de Chile por una promesa que le habría hecho a Adriana, su abuela chilena, obteniendo la nacionalidad por ascendencia en diciembre de 2013. Debutó en la selección chilena absoluta el 22 de enero de 2014 en un amistoso ante Costa Rica, siendo titular y marcando dos goles.
El 13 de mayo de 2014 estuvo en la pre-nómina de convocados por Jorge Sampaoli, en ese momento técnico de la selección de Chile, para el Mundial de Brasil 2014, sin embargo por una lesión no estuvo presente en la cita mundalista. Tras no poder estar presente en el Mundial de 2014, jugó un amistoso frente a la selección de Bolivia, ingresando en el segundo tiempo y teniendo protagonismo en el empate, luego que al ser derribado en el área, se cobrase falta penal. El penal es ejecutado por Arturo Vidal, lo que sellaría el resultado final, con un empate 2-2.
En noviembre de 2014, fue nominado para disputar los amistosos frente a Venezuela y Uruguay. En el primer partido ingresó en el minuto 76 reemplazando a Jorge Valdivia, donde en el minuto 92 del partido marcó un gol, siendo el quinto gol en la victoria por 5-0 de Chile sobre Venezuela. A pesar de haber marcado un gol, no jugó en el amistoso frente a Uruguay.

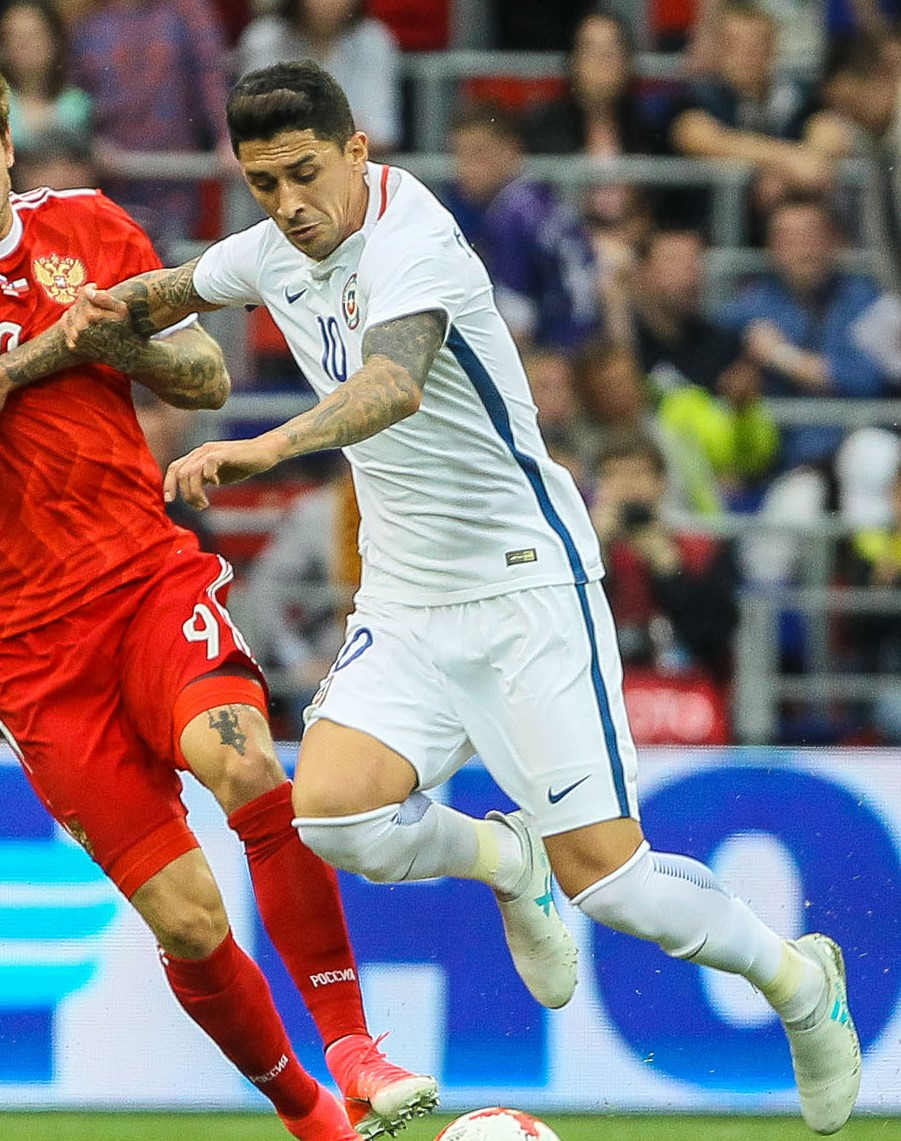
Tucu Hernández en el amistoso contra Rusia en 2017.

Luego, en marzo de 2015 fue nominado para los enfrentamientos ante Irán y Brasil, jugando ante este último en un partido que terminaría con derrota por la cuenta mínima para Chile.

### Copas América

#### Copa América Centenario
En mayo de 2016 es citado nuevamente, esta vez por Juan Antonio Pizzi, para partidos amistosos y posteriormente, para conformar el plantel que disputó la Copa América Centenario en Estados Unidos. Debutó en la copa, como titular, el 10 de junio en el partido contra Bolivia, donde reemplazó al lesionado Marcelo Díaz, donde Chile, luego de una ardua disputa, logró derrotar por 2-1 a Bolivia, con dos goles de Arturo Vidal, uno de ellos de penal en el minuto 10 de tiempo agregado. Hernández jugó como volante de contención, una posición no habitual para él.[cita requerida]
El 22 de junio juega como titular por las semifinales de la Copa Centenario ante Colombia. La Roja vencería por 2-0 en Chicago, pero Hernández sería reemplazado en el minuto 28 por Erick Pulgar, debido a una lesión sufrida en la pierna derecha durante el partido. De esta manera se perdería la final de la Copa América Centenario, donde Chile vencería por 4-2 a Argentina en penales, consagrándose campeón del torneo. Durante el torneo, jugó 3 de los 6 partidos disputados por chile, sumando 120 minutos en cancha.

#### Copa FIFA Confederaciones 2017

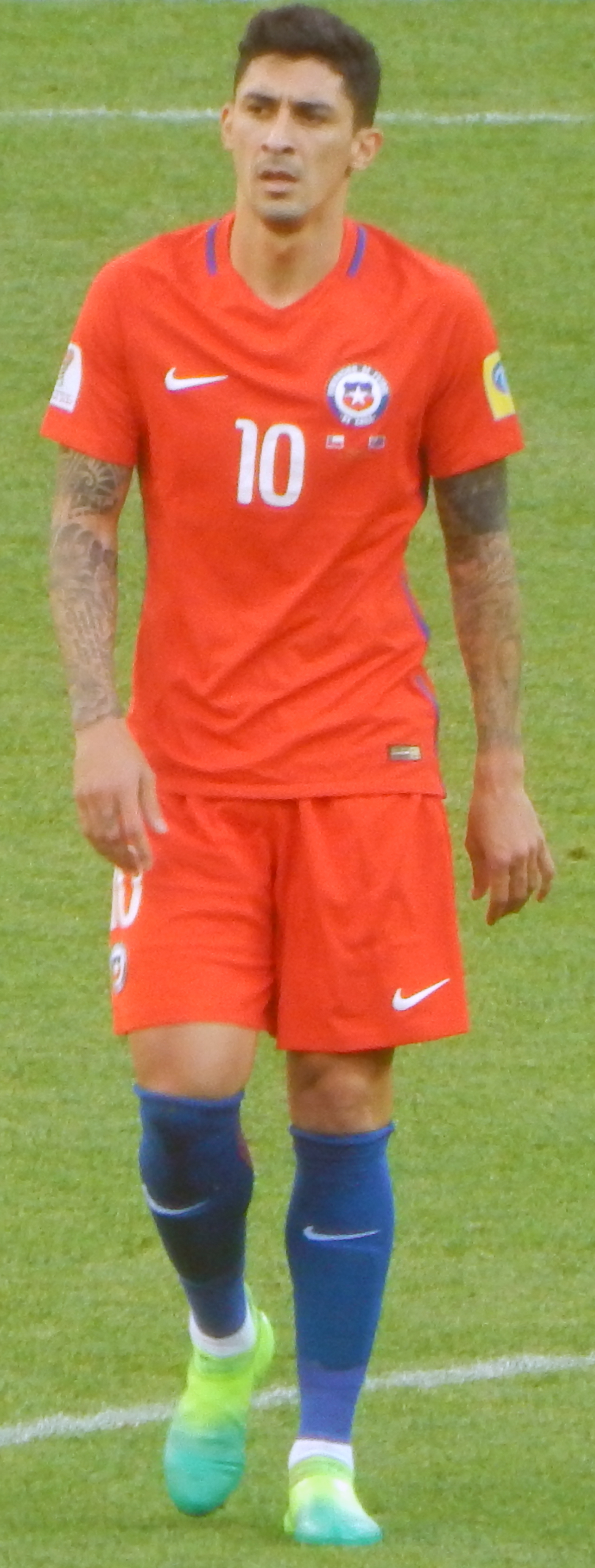
Hernández durante la Copa FIFA Confederaciones 2017.

En mayo de 2017, Pizzi lo convoca nuevamente para la Copa FIFA Confederaciones 2017 celebrada en Rusia. Debutó en el segundo duelo contra Alemania, el 22 de junio, partido que terminaría empatado 1-1. El 28 de junio, Chile debía enfrentar por Semifinales a la Portugal. En un parejo partido, chilenos y lusos empatarían 0-0. En la definición a penales, Chile se impone por 3-0, con una notable actuación de Claudio Bravo, quien atajó los 3 penales pateados por Portugal. Hernández jugó de titular, pero salió en el minuto 111, siendo reemplazado por Francisco Silva.
Finalmente, el 2 de julio, se juega la final  ante Alemania, donde Chile cae derrotado por 1-0, siendo Hernández titular y donde juega durante todo el partido. Finalmente, jugó 4 de los 5 partidos de la Copa Confederaciones 2017, estando 336 minutos en cancha.

#### Copa América 2019
Tras su continuidad discutida con Juan Antonio Pizzi y Reinaldo Rueda en casi todos sus amistosos, fue nominado por el último para disputar la Copa América 2019 en Brasil. Jugó el partido amistoso previo a la copa ante Haití el 6 de junio en La Serena, ingresando en el entretiempo por Nicolás Castillo, y jugó un buen partido, haciendo que el mediocampo de Chile tuviera más equilibrio y orden. Chile lo terminó remontando hasta ganar 2-1. Chile debutó en el 17 de junio ante Japón, Chile iba ganando 2-0 y Hernández ingresó en el minuto 78 por Arturo Vidal, mantuvo equilibrio en el mediocampo, y Chile ganó 4-0 finalmente, siendo fundamental la entrada de Hernández.
Ante Ecuador en el 21 de junio entró en el minuto 86 por Eduardo Vargas y Chile ganó por 2-1 clasificándose a los cuartos de final del torneo. Luego ante Uruguay en el último partido de Chile en la fase de grupos, Hernández comenzó como titular y terminó jugando los 90 minutos. Su nivel fue regular pues no fue gravitante ni defensivamente ni ofensivamente. Chile terminó perdiendo por 0-1 y quedó como segundo de grupo con 6 puntos abajo de los 7 puntos de Uruguay. El Tucu no volvió a sumar minutos a partir de entonces. Chile quedó como cuarto lugar. Hernández jugó 3 partidos (106 minutos), no anotó goles, y fue de más a menos en la copa.

### Clasificatorias

#### Clasificatorias Rusia 2018
Después de su buen desempeño en la Copa América Centenario, y luego de recuperarse de una lesión a la rodilla, Pizzi lo nómina para la fecha clasificatoria a Rusia 2018, de octubre de 2016, que se disputaría ante Ecuador y Perú. Hernández debuta ante Ecuador en Quito, en una contundente derrota por 3-0 para Chile.
En el triunfo por 3-1 ante Venezuela, partido disputado el 28 de marzo de 2017, también por las clasificatorias a Rusia 2018, Hernández es derribado en el minuto 76 dentro del área penal, falta que es ejecutada por Alexis Sánchez, pero atajada por Wuilker Faríñez. Finalmente es reemplazado por Carlos Carmona en el minuto 88 del partido. El 10 de octubre, Chile caería por un contundente 3-0 ante Brasil, en dicho partido, Hernández fue titular, siendo reemplazado en el minuto 75 por Esteban Paredes. Finalmente jugó 8 partidos en las Clasificatorias a Rusia 2018, sumando 621 minutos en cancha.

#### Participaciones en Copas FIFA Confederaciones
| Copa                           | Sede  | Resultado  | Partidos | Goles |
| ------------------------------ | ----- | ---------- | -------- | ----- |
| Copa FIFA Confederaciones 2017 | Rusia | Subcampeón | 4        | 0     |

#### Participaciones en Clasificatorias a Copas del Mundo
| Eliminatorias            | punto | Resultado    | Posición | Partidos | Goles |
| ------------------------ | ----- | ------------ | -------- | -------- | ----- |
| Eliminatorias Rusia 2018 | Rusia | No clasificó | 6º       | 8        | 0     |

#### Participaciones en Copas América
| Torneo                  | Sede           | Partidos | Goles | Resultado    |
| ----------------------- | -------------- | -------- | ----- | ------------ |
| Copa América Centenario | Estados Unidos | 3        | 0     | Campeón      |
| Copa América 2019       | Brasil         | 3        | 0     | Cuarto lugar |

### Partidos internacionales
Actualizado hasta el 24 de junio de 2019.
| Partidos internacionales | Partidos internacionales | Partidos internacionales                                       | Partidos internacionales | Partidos internacionales | Partidos internacionales | Partidos internacionales | Partidos internacionales     | Partidos internacionales | Partidos internacionales |
| N.º                      | Fecha                    | Estadio                                                        | Local                    | Resultado                | Visitante                | Goles                    | Competición                  |                          |                          |
| ------------------------ | ------------------------ | -------------------------------------------------------------- | ------------------------ | ------------------------ | ------------------------ | ------------------------ | ---------------------------- | ------------------------ | ------------------------ |
| 1                        | 22 de enero de 2014      | Estadio Francisco Sánchez Rumoroso, Coquimbo, Chile            | Chile                    | 4-0                      | Costa Rica               | Anotado · Anotado        | Amistoso                     |                          |                          |
| 2                        | 14 de octubre de 2014    | Estadio Francisco Sánchez Rumoroso, Coquimbo, Chile            | Chile                    | 2-2                      | Bolivia                  |                          | Amistoso                     |                          |                          |
| 3                        | 14 de noviembre de 2014  | Estadio CAP, Talcahuano, Chile                                 | Chile                    | 5-0                      | Venezuela                | Anotado                  | Amistoso                     |                          |                          |
| 4                        | 29 de marzo de 2015      | Emirates Stadium, Londres, Inglaterra                          | Brasil                   | 1-0                      | Chile                    |                          | Amistoso                     |                          |                          |
| 5                        | 10 de junio de 2016      | Gillette Stadium, Foxborough, Estados Unidos                   | Chile                    | 2-1                      | Bolivia                  |                          | Copa América Centenario      |                          |                          |
| 6                        | 14 de junio de 2016      | Lincoln Financial Field, Filadelfia, Estados Unidos            | Chile                    | 4-2                      | Panamá                   |                          | Copa América Centenario      |                          |                          |
| 7                        | 22 de junio de 2016      | Soldier Field, Chicago, Estados Unidos                         | Colombia                 | 0-2                      | Chile                    |                          | Copa América Centenario      |                          |                          |
| 8                        | 6 de octubre de 2016     | Estadio Olímpico Atahualpa, Quito, Ecuador                     | Ecuador                  | 3-0                      | Chile                    |                          | Clasificatorias Rusia 2018   |                          |                          |
| 9                        | 10 de noviembre de 2016  | Estadio Metropolitano Roberto Meléndez, Barranquilla, Colombia | Colombia                 | 0-0                      | Chile                    |                          | Clasificatorias Rusia 2018   |                          |                          |
| 10                       | 15 de noviembre de 2016  | Estadio Nacional Julio Martínez Prádanos, Santiago, Chile      | Chile                    | 3-1                      | Uruguay                  |                          | Clasificatorias Rusia 2018   |                          |                          |
| 11                       | 23 de marzo de 2017      | Estadio Antonio Vespucio Liberti, Buenos Aires, Argentina      | Argentina                | 1-0                      | Chile                    |                          | Clasificatorias a Rusia 2018 |                          |                          |
| 12                       | 28 de marzo de 2017      | Estadio Monumental, Santiago, Chile                            | Chile                    | 3-1                      | Venezuela                |                          | Clasificatorias a Rusia 2018 |                          |                          |
| 13                       | 2 de junio de 2017       | Estadio Nacional Julio Martínez Prádanos, Santiago, Chile      | Chile                    | 3-0                      | Burkina Faso             |                          | Amistoso                     |                          |                          |
| 14                       | 9 de junio de 2017       | Arena CSKA, Moscú, Rusia                                       | Rusia                    | 1-1                      | Chile                    |                          | Amistoso                     |                          |                          |
| 15                       | 22 de junio de 2017      | Kazán Arena, Kazán, Rusia                                      | Alemania                 | 1-1                      | Chile                    |                          | Copa Confederaciones 2017    |                          |                          |
| 16                       | 25 de junio de 2017      | Otkrytie Arena, Moscú, Rusia                                   | Chile                    | 1-1                      | Australia                |                          | Copa Confederaciones 2017    |                          |                          |
| 17                       | 28 de junio de 2017      | Kazán Arena, Kazán, Rusia                                      | Portugal                 | 0-0 0-3p                 | Chile                    |                          | Copa Confederaciones 2017    |                          |                          |
| 18                       | 2 de julio de 2017       | Estadio Krestovski, San Petersburgo, Rusia                     | Chile                    | 0-1                      | Alemania                 |                          | Copa Confederaciones 2017    |                          |                          |
| 19                       | 5 de septiembre de 2017  | Estadio Hernando Siles, La Paz, Bolivia                        | Bolivia                  | 1-0                      | Chile                    |                          | Clasificatorias Rusia 2018   |                          |                          |
| 20                       | 5 de octubre de 2017     | Estadio Monumental, Santiago, Chile                            | Chile                    | 2-1                      | Ecuador                  |                          | Clasificatorias Rusia 2018   |                          |                          |
| 21                       | 10 de octubre de 2017    | Allianz Parque, São Paulo, Brasil                              | Brasil                   | 3-0                      | Chile                    |                          | Clasificatorias Rusia 2018   |                          |                          |
| 22                       | 24 de marzo de 2018      | Friends Arena, Estocolmo, Suecia                               | Suecia                   | 1-2                      | Chile                    |                          | Amistoso                     |                          |                          |
| 23                       | 27 de marzo de 2018      | Aalborg Portland Park, Aalborg, Dinamarca                      | Dinamarca                | 0-0                      | Chile                    |                          | Amistoso                     |                          |                          |
| 24                       | 11 de septiembre de 2018 | Suwon World Cup Stadium, Suwon, Corea del Sur                  | Corea del Sur            | 0-0                      | Chile                    |                          | Amistoso                     |                          |                          |
| 25                       | 20 de noviembre de 2018  | Estadio Germán Becker, Temuco, Chile                           | Chile                    | 4-1                      | Honduras                 |                          | Amistoso                     |                          |                          |
| 26                       | 22 de marzo de 2019      | SDCCU Stadium, San Diego, Estados Unidos                       | México                   | 3-1                      | Chile                    |                          | Amistoso                     |                          |                          |
| 27                       | 6 de junio de 2019       | Estadio La Portada, La Serena, Chile                           | Chile                    | 2-1                      | Haití                    |                          | Amistoso                     |                          |                          |
| 28                       | 17 de junio de 2019      | Estadio Morumbi, São Paulo, Brasil                             | Japón                    | 0-4                      | Chile                    |                          | Copa América 2019            |                          |                          |
| 29                       | 21 de junio de 2019      | Arena Fonte Nova, Salvador, Brasil                             | Ecuador                  | 1-2                      | Chile                    |                          | Copa América 2019            |                          |                          |
| 30                       | 24 de junio de 2019      | Estadio Maracaná, Río de Janeiro, Brasil                       | Chile                    | 0-1                      | Uruguay                  |                          | Copa América 2019            |                          |                          |
| Total                    | Total                    | Total                                                          | Presencias               | 30                       | Goles                    | 3                        |                              |                          |                          |

## Estadísticas

### Clubes
Actualizado de acuerdo al último partido jugado el 1 de diciembre de 2024.
| Club                           | Div.          | Temporada     | Liga  | Liga  | Liga   | Copas nacionales | Copas nacionales | Copas nacionales | Torneos internacionales | Torneos internacionales | Torneos internacionales | Total | Total | Total  |
| Club                           | Div.          | Temporada     | Part. | Goles | Asist. | Part.            | Goles            | Asist.           | Part.                   | Goles                   | Asist.                  | Part. | Goles | Asist. |
| ------------------------------ | ------------- | ------------- | ----- | ----- | ------ | ---------------- | ---------------- | ---------------- | ----------------------- | ----------------------- | ----------------------- | ----- | ----- | ------ |
| Atlético Tucumán Argentina     | 3.ª           | 2007-08       | 35    | 12    | 0      | —                | —                | —                | —                       | —                       | —                       | 35    | 12    | 0      |
| Atlético Tucumán Argentina     | Total club    | Total club    | 35    | 12    | 0      | 0                | 0                | 0                | 0                       | 0                       | 0                       | 35    | 12    | 0      |
| Racing de Montevideo · Uruguay | 1.ª           | 2008-09       | 19    | 5     | 0      | —                | —                | —                | —                       | —                       | —                       | 19    | 5     | 0      |
| Racing de Montevideo · Uruguay | Total club    | Total club    | 19    | 5     | 0      | 0                | 0                | 0                | 0                       | 0                       | 0                       | 19    | 5     | 0      |
| Defensor Sporting · Uruguay    | 1.ª           | 2009-10       | 15    | 3     | 0      | —                | —                | —                | —                       | —                       | —                       | 15    | 3     | 0      |
| Defensor Sporting · Uruguay    | Total club    | Total club    | 15    | 3     | 0      | 0                | 0                | 0                | 0                       | 0                       | 0                       | 15    | 3     | 0      |
| D.C. United Estados Unidos     | 1.ª           | 2010          | 14    | 0     | 1      | 2                | 1                | 1                | —                       | —                       | —                       | 16    | 1     | 2      |
| D.C. United Estados Unidos     | Total club    | Total club    | 14    | 0     | 1      | 2                | 1                | 1                | 0                       | 0                       | 0                       | 16    | 1     | 2      |
| Argentinos Juniors Argentina   | 1.ª           | 2010-11       | 6     | 0     | 0      | —                | —                | —                | 3                       | 0                       | 0                       | 9     | 0     | 0      |
| Argentinos Juniors Argentina   | 1.ª           | 2011-12       | 36    | 3     | 3      | 1                | 0                | 0                | 1                       | 0                       | 0                       | 38    | 3     | 3      |
| Argentinos Juniors Argentina   | 1.ª           | 2012-13       | 22    | 1     | 3      | —                | —                | —                | 2                       | 1                       | 0                       | 24    | 2     | 3      |
| Argentinos Juniors Argentina   | Total club    | Total club    | 64    | 4     | 6      | 1                | 0                | 0                | 6                       | 1                       | 0                       | 71    | 5     | 6      |
| O'Higgins · Chile              | 1.ª           | 2013-14       | 29    | 11    | 0      | 4                | 4                | 0                | 6                       | 0                       | 1                       | 39    | 15    | 1      |
| Celta de Vigo · España         | 1.ª           | 2014-15       | 29    | 2     | 1      | 3                | 0                | 0                | —                       | —                       | —                       | 32    | 2     | 1      |
| Celta de Vigo · España         | 1.ª           | 2015-16       | 33    | 2     | 4      | 7                | 2                | 2                | —                       | —                       | —                       | 40    | 4     | 6      |
| Celta de Vigo · España         | 1.ª           | 2016-17       | 26    | 1     | 0      | 7                | 0                | 1                | 12                      | 0                       | 0                       | 45    | 1     | 1      |
| Celta de Vigo · España         | 1.ª           | 2017-18       | 30    | 3     | 2      | 2                | 0                | 0                | —                       | —                       | —                       | 32    | 3     | 2      |
| Celta de Vigo · España         | Total club    | Total club    | 118   | 8     | 7      | 19               | 2                | 3                | 12                      | 0                       | 0                       | 149   | 10    | 10     |
| Independiente Argentina        | 1.ª           | 2018-19       | 18    | 2     | 1      | 4                | 0                | 0                | 9                       | 1                       | 0                       | 31    | 3     | 1      |
| 2019-20                        | 1.ª           | —             | —     | —     | 2      | 0                | 0                | 9                | 2                       | 0                       | 11                      | 2     | 0     |        |
| 2021                           | 1.ª           | —             | —     | —     | 3      | 0                | 0                | —                | —                       | —                       | 3                       | 0     | 0     |        |
| Total club                     | Total club    | 18            | 2     | 1     | 9      | 0                | 0                | 18               | 3                       | 0                       | 45                      | 5     | 1     |        |
| O'Higgins · Chile              | 1.ª           | 2021          | 8     | 1     | 0      | —                | —                | —                | —                       | —                       | —                       | 8     | 1     | 0      |
| O'Higgins · Chile              | 1.ª           | 2022          | 24    | 6     | 4      | 4                | 0                | 0                | —                       | —                       | —                       | 28    | 6     | 4      |
| O'Higgins · Chile              | 1.ª           | 2023          | 25    | 0     | 1      | 3                | 0                | 0                | —                       | —                       | —                       | 28    | 0     | 1      |
| O'Higgins · Chile              | Total club    | Total club    | 86    | 18    | 5      | 11               | 4                | 0                | 6                       | 0                       | 1                       | 103   | 22    | 6      |
| San Martín (T) Argentina       | 2.ª           | 2024          | 27    | 1     | 1      | 1                | 0                | 0                | —                       | —                       | —                       | 28    | 1     | 1      |
| San Martín (T) Argentina       | Total club    | Total club    | 27    | 1     | 1      | 1                | 0                | 0                | 0                       | 0                       | 0                       | 28    | 1     | 1      |
| Total carrera                  | Total carrera | Total carrera | 395   | 53    | 19     | 43               | 7                | 4                | 42                      | 4                       | 1                       | 480   | 64    | 23     |
| 1. 2. 3.                       |               |               |       |       |        |                  |                  |                  |                         |                         |                         |       |       |        |

### Selección nacional
Actualizado hasta su último partido disputado el 24 de junio de 2023.
| Selección        | Año             | Amistosos | Amistosos | Amistosos | Eliminatorias | Eliminatorias | Eliminatorias | Continental | Continental | Continental | Mundial | Mundial | Mundial | Total | Total | Total  |
| Selección        | Año             | Part.     | Goles     | Asist.    | Part.         | Goles         | Asist.        | Part.       | Goles       | Asist.      | Part.   | Goles   | Asist.  | Part. | Goles | Asist. |
| ---------------- | --------------- | --------- | --------- | --------- | ------------- | ------------- | ------------- | ----------- | ----------- | ----------- | ------- | ------- | ------- | ----- | ----- | ------ |
| Absoluta · Chile | 2014            | 3         | 3         | 0         | —             | —             | —             | —           | —           | —           | —       | —       | —       | 3     | 3     | 0      |
| Absoluta · Chile | 2015            | 1         | 0         | 0         | —             | —             | —             | —           | —           | —           | —       | —       | —       | 1     | 0     | 0      |
| Absoluta · Chile | 2016            | —         | —         | —         | 3             | 0             | 0             | 3           | 0           | 0           | —       | —       | —       | 6     | 0     | 0      |
| Absoluta · Chile | 2017            | 2         | 0         | 0         | 5             | 0             | 0             | —           | —           | —           | 4       | 0       | 0       | 11    | 0     | 0      |
| Absoluta · Chile | 2018            | 4         | 0         | 0         | —             | —             | —             | —           | —           | —           | —       | —       | —       | 4     | 0     | 0      |
| Absoluta · Chile | 2019            | 2         | 0         | 0         | —             | —             | —             | 3           | 0           | 0           | —       | —       | —       | 5     | 0     | 0      |
| Total selección  | Total selección | 12        | 3         | 0         | 8             | 0             | 0             | 6           | 0           | 0           | 4       | 0       | 0       | 30    | 3     | 0      |
| 1. 2. 3.         |                 |           |           |           |               |               |               |             |             |             |         |         |         |       |       |        |

## Palmarés

### Títulos nacionales
| Título             | Equipo           | País      | Año     |
| ------------------ | ---------------- | --------- | ------- |
| Torneo Argentino A | Atlético Tucumán | Argentina | 2007-08 |
| Primera División   | O'Higgins        | Chile     | 2013-A  |
| Supercopa de Chile | O'Higgins        | Chile     | 2014    |

### Títulos internacionales
| Título           | Equipo             | Sede           | Año  |
| ---------------- | ------------------ | -------------- | ---- |
| Copa América     | Selección de Chile | Estados Unidos | 2016 |
| Copa Suruga Bank | Independiente      | Japón          | 2018 |

### Distinciones individuales
| Distinción                                 | Año  |
| ------------------------------------------ | ---- |
| Parte del Equipo Ideal de El Gráfico Chile | 2013 |
| Medalla Santa Cruz de Triana               | 2014 |